# Zwaluwtangare
De zwaluwtangare (Tersina viridis) is een zangvogel uit de familie Thraupidae (tangaren). Het is de enige soort van het geslacht Tersina.

## Kenmerken
Het verenkleed van het mannetje is turkoois met een witte buik en een zwart masker, het vrouwtje is groen. Beide hebben rode ogen. De lichaamslengte bedraagt 15 cm.

## Leefwijze
Deze vogels leven in groepsverband met meer dan 30 exemplaren.

## Verspreiding en leefgebied
Deze soort komt voor in Zuid-Amerika, zuidwaarts tot Paraguay en Argentinië in vochtige bossen in heuvelachtige landschappen tot 1500 meter hoogte en telt drie ondersoorten:
- T. v. grisescens: noordelijk Colombia.
- T. v. occidentalis: van oostelijk Panama en Colombia (behalve het noorden), oostwaarts tot de Guyana's en noordelijk Brazilië en zuidwaarts tot Bolivia (behalve het zuidoosten) en noordwestelijk Argentinië.
- T. v. viridis: oostelijk en zuidelijk Brazilië, zuidoostelijk Bolivia, Paraguay en noordoostelijk Argentinië.